# Затворна рама
Затворна рама – водещо звено от автоматиката на огнестрелното оръжие: тя задава направление на движението на подвижните части, поема повечето от ударните натоварвания. Затварянето на канала на ствола се осъществява със завъртане и сложно усукване на затвора, при това бойната личинка влиза в съответните жлебове на цевната кутия. Завъртането на затвора ставя чрез скосяване на затворната рама. След набождането на капсула се възпламенява барутният заряд, продуктите на горенето на който избутват куршума от гилзата. След това той се движи по ствола ѝ, в някой момент преминава покрай газоотводния отвор. Част от барутните газове през отвора се устремяват в газовата тръба, в която има газово бутало. Чрез налягането на газа буталото отвежда назад затворната рама, отваряйки канала на ствола. Изхвърля се гилзата и с обратното движение, под действие на пружина се поставя нов патрон в патронника и се инициира нов изстрел.